# レアル・ソシエダB
レアル・ソシエダ・デ・フトボルB（Real Sociedad de Fútbol B）は、スペイン・バスク州サン・セバスティアンに本拠地を置くレアル・ソシエダのリザーブチーム。2023-24シーズンはプリメーラ・フェデラシオンに所属。略称はサンセ。

## 歴史
1951年、レアル・ソシエダのリザーブチームとして創設され、創設時のクラブ名称はサン・セバスティアン・クルブ・デ・フトボルだった。1961-62シーズン、サン・セバスティアンはセグンダ・ディビシオン5位という成績を収めるも、トップチームがセグンダ・ディビシオンに降格したため、リーグ規定により当時は3部扱いだったテルセーラ・ディビシオンへの強制降格を余儀なくされた。
1980年、スペインサッカー連盟が新たに設立したセグンダ・ディビシオンB (3部相当)へ昇格し、以降16シーズンを過ごした。また、この間の1992年にはクラブ名称がレアル・ソシエダ・デ・フトボルBに変更された。

## タイトル
- テルセーラ・ディビシオン : 5回
  - 1959-60, 1979-80, 1998-99, 1999-00, 2009-10

## 過去の成績
- レアル・ソシエダ・デ・フトボルB時代

| シーズン | レベル | ディヴィジョン | 順位 |
| -------- | ------ | -------------- | ---- |
| 1992–93  | 3      | セグンダB      | 9位  |
| 1993–94  | 3      | セグンダB      | 7位  |
| 1994–95  | 3      | セグンダB      | 10位 |
| 1995–96  | 3      | セグンダB      | 13位 |
| 1996–97  | 3      | セグンダB      | 17位 |
| 1997/98  | 4      | テルセーラ     | 3位  |
| 1998/99  | 4      | テルセーラ     | 1位  |
| 1999/00  | 4      | テルセーラ     | 1位  |
| 2000–01  | 4      | テルセーラ     | 2位  |
| 2001–02  | 3      | セグンダB      | 17位 |
| 2002–03  | 4      | テルセーラ     | 2位  |
| 2003–04  | 3      | セグンダB      | 10位 |
| 2004–05  | 3      | セグンダB      | 5位  |
| 2005–06  | 3      | セグンダB      | 2位  |
| 2006–07  | 3      | セグンダB      | 7位  |
| 2007–08  | 3      | セグンダB      | 12位 |
| 2008–09  | 3      | セグンダB      | 18位 |
| 2009–10  | 4      | テルセーラ     | 1位  |
| 2010–11  | 3      | セグンダB      | 11位 |
| 2011–12  | 3      | セグンダB      | 12位 |

| シーズン | レベル | ディヴィジョン | 順位    |
| -------- | ------ | -------------- | ------- |
| 2012–13  | 3      | セグンダB      | 11位    |
| 2013–14  | 3      | セグンダB      | 12位    |
| 2014–15  | 3      | セグンダB      | 14位    |
| 2015–16  | 3      | セグンダB      | 7位     |
| 2016–17  | 3      | セグンダB      | 10位    |
| 2017–18  | 3      | セグンダB      | 3位     |
| 2018–19  | 3      | セグンダB      | 12位    |
| 2019–20  | 3      | セグンダB      | 5位     |
| 2020–21  | 3      | セグンダB      | 1位/1位 |
| 2021-22  | 2      | セグンダ       | 20位    |
| 2022-23  | 3      | 連盟1部        | 5位     |
| 2023-24  | 3      | 連盟1部        |         |

- 3シーズン - セグンダ・ディビシオン（2部）
- 2シーズン - プリメーラ・フェデラシオン（3部）
- 35シーズン - セグンダ・ディビシオンB（3部）
- 27シーズン - テルセーラ・ディビシオン（4部）

## 歴代所属選手

### GK
- ペドロ・アルトラ 1967-1970
- ウルッティ 1969-1972
- ルイス・アルコナーダ 1970-1974
- アシエル・リエスゴ 2001-2004

### DF
- フアン・アントニオ・ララニャガ 1977-1980
- アグスティン・アランサバル 1993-1996
- アイトール・ロペス・レカルテ 1994-1997
- リアシヌ・カダムロ 2008-2011
- イニゴ・マルティネス 2009-2011
- ホセバ・サルドゥア 2010-2014
- アリツ・エルストンド 2012-2014
- アルバロ・オドリオソラ 2013-2017
- スルジャン・バビッチ 2014-2015
- アンドニ・ゴロサベル 2017-2018
- アイヘン・ムニョス 2017-2019

### MF
- ビトール・アルキサ 1989-1991
- ミケル・アランブル 1996-1999
- シャビ・アロンソ 1999-2000
- アシエル・イジャラメンディ 2008-2011
- ホン・グリディ 2014-2019
- イゴール・スベルディア 2015-2017
- アンデル・ゲバラ 2016-2019
- マルティン・スビメンディ 2017-2019

### FW
- ホセバ・エチェベリア 1994-1995
- アントワーヌ・グリーズマン 2009-2010
- ジョン・バウティスタ 2013-2017
- ミケル・オヤルサバル 2014-2015
- マルティン・メルケランス 2014-2018
- アンデル・バレネチェア 2019-2020

## 歴代監督
| - ペドロ・トーレス 1960-1962 - ハビエル・エスポージト 1969-1982 - ラファエル・メンディルセ 1982-1985 - サルバドール・イリアテ 1985-1997 - ペリコ・アロンソ 1989-1992 - ミケル・エチャーリ 1992-1995 | - イナシオ・コルタバリア 1995-1997 - ゴンサロ・アルコナーダ 2001-2006 - ホセ・ラモン・エイスメンディ 2005-2008 - イマノル・イディアケス 2008-2009 - メホ・コドロ 2010-2013 | - アシエル・サンタナ 2013-2015 - イマノル・アルグアシル 2014-2019 - ルカ・イリアテ 2014-2015 - アイトール・スライカ 2017-2019 - シャビ・アロンソ 2019-2022 - セルヒオ・フランシスコ 2022- |